# Giovanni Battista Benedetti (architetto)
Giovanni Battista Benedetti (Corneto, 1807 – Roma, 1867) è stato un architetto italiano.

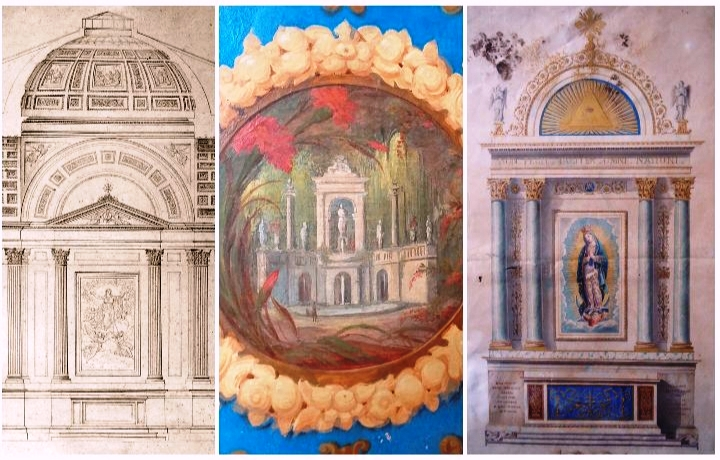
Cappella dell'Assunta - Ninfeo di Venere - Altare Madonna Guadalupe

La sua attività sì è dipanata durante il periodo della Restaurazione, sotto i pontificati di Gregorio XVI e Pio IX, in sostanziale continuità con gli insegnamenti impartiti dai suoi maestri presso l'Accademia di San Luca. Partendo dal classicismo tardo barocco, attraverso il recupero della tradizione cinquecentesca romana e un effimero Neoclassicismo, nella garbata architettura del Benedetti si compendiano i linguaggi classici dell’Antichità e del Rinascimento dando luogo a esiti formali riconducibili prima al Purismo e poi al tardo classicismo eclettico.

## Biografia
Nato a Corneto, l'attuale Tarquinia, il 12 gennaio 1807, figlio di Ludovico Benedetti, la cui famiglia era originaria di Lerici, e di Francesca Mariani. Recatosi a Roma per studiare presso l'accademia di san Luca, ha frequentato il corso di Architettura e Ornato tenuto da Giulio Camporese; ha seguito poi il corso triennale di Architettura Pratica di Giuseppe Valadier e, per due anni, quello di Architettura Teoretica di Gaspare Salvi, ottenendo la Patente di Architetto nel 1833. Parallelamente al corso di studi teorici Benedetti ha svolto pratica professionale presso gli studi di Luigi Poletti, Luigi Canina e Antonio Sarti e con Nicola Cavalieri di San Bertolo.
Divenuto membro dell'Accademia Tiberina ha poi ricoperto ruoli di sempre maggior prestigio anche nella Congregazione dei Virtuosi al Pantheon.
Probabilmente tramite di Luigi Canina, architetto di Casa Borghese, Benedetti è riuscito a conquistare la fiducia di questa nobile famiglia, divenendone poi uno dei principali tecnici di riferimento.
È stato poi "architetto fabbriciere" dell’Arciconfraternita di S. Maria dell’Orto in Trastevere dal 1840 al 1864 e dal 1846, fino alla sua morte, architetto del Capitolo della basilica di S. Maria Maggiore.
Nel 1849 è stato nominato "Accademico di merito" dell’accademia di san Luca in sostituzione del defunto architetto Quintiliano Raimondi e nel 1858 gli veniva assegnata la prestigiosa cattedra del corso di Architettura Pratica, a seguito della morte di Giovanni Azzurri. Tra i suoi allievi si ricordano Giulio Podesti e Mario Moretti. Infine, nel 1859 ha ottenuto la nomina, direttamente da Pio IX, ad "Architetto aggregato" al Collegio Filosofico dell’Università Romana della Sapienza, sempre in sostituzione di Azzurri.
Nel 1848 ha ottenuto la nomina a consigliere di quarta classe (di merito) dell’amministrazione del comune romano. Dopo l’interruzione dovuta alla breve parentesi rivoluzionaria, dal luglio 1849 al marzo 1851 è entrato a far parte della commissione provvisoria municipale del restaurato governo pontificio, f.f. di Senatore. Gli è stata poi assegnata, insieme a Giacomo Palazzi, la presidenza della Divisione Acque e strade, misure di sicurezza, ornato e comodo, f.f. di Conservatori.
Nel 1860 era ancora consigliere di seconda classe (classe di censo e professione) del municipio romano, nonché membro di una commissione consiliare incaricata di presentare un progetto di regolamento per il "corpo artistico municipale" (il futuro Ufficio edilità e lavori pubblici del comune postunitario). Nel 1864, per le sue non comuni qualità sociali, Pio IX lo nominava conservatore di seconda classe, incarico che Benedetti ha mantenuto fino alla morte. Il nome di Benedetti è menzionato insieme a quello di altri membri della Magistratura Romana che ha promosso tra l'altro la sistemazione di via della Dataria e piazza del Quirinale, nonché la costruzione della strada che da Trastevere sale al Gianicolo fino a S. Pietro in Montorio.
Nel 1866, come ultimo atto della sua carriera per il governo della città, il conservatore Benedetti ha avuto l’occasione di presiedere la Deputazione edilizia incaricata di rivedere e approvare definitivamente la “Pianta di generale sistemazione delle strade e piazze di Roma”, finalizzata al miglioramento della viabilità, dell’igiene e del decoro della capitale pontificia. La revisione era stata richiesta per conferire unità d’indirizzo e di vedute al piano stradale e al nuovo Regolamento sull’altezza dei fabbricati e sull’ampiezza dei cortili. Questi due strumenti, impedendo lo sviluppo in altezza degli edifici nelle aree centrali, hanno costituito la prima causa d’espansione della città verso la periferia, ossia la premessa per il futuro piano regolatore di Roma Capitale.
È deceduto a Roma il 4 giugno 1867 all'età di sessant'anni.

## Opere
- Progetto per la facciata della Ss. Trinità a Tarquinia, rifacimento dell'interno della chiesa, e altare della Madonna di Guadalupe (1833-'41, facciata e altare non realizzati).[14]
- Progetto per il rifacimento della cappella dell'Assunta nella Cattedrale di Tarquinia (1836, progetto non attuato).[15]
- Facciata dell’ala di Palazzo Valentini su piazza del Foro Traiano a Roma (1837-'38).[16]
- Rifacimento interno del Santuario della Madonna di Valverde a Tarquinia (1837-'46).[17]
- Restauro di Villa Mondragone a Frascati (1840, progetto in gran parte non realizzato).[18]
- Macchina processionale di S. Brunone, protettore della città di Segni (1841, opera poi manomessa).[19]
- Ristrutturazione e ampliamento di Villa Aldobrandini in via Panisperna n. 28, Roma (1846-'47). L'intervento ha riguardato in particolare l'ala nuova su via Panisperna (parzialmente demolita), il ninfeo di Venere con sculture di Rinaldo Rinaldi e la nuova scala nell'edificio preesistente.[20]
- Cappella di S. Vincenzo de’ Paoli nella chiesa della Ss. Trinità a Monte Citorio, Roma (1846-'47, demolita).[21]
- Cappella del Crocifisso nella chiesa di S. Rocco all’Augusteo, Roma (1848-'58 ca.).[22]
- Facciata del Duomo di S. Massimo a L’Aquila (1851, solo il primo ordine è stato realizzato dal Benedetti, l'ordine superiore e i due campanili sono successivi).[23]
- Nuovo Albergo detto dei Tre Re, su via Flaminia, fuori Porta del Popolo, per conto del principe Borghese (1851-'52, demolito).[24]
- Nuova volta in mattoni in foglio della navata nella parrocchiale di S. Maria Assunta a Monte Compatri (1853-'54).[25]
- Scala di Palazzo Silvestrelli, già Bernini, via della Mercede n. 11, Roma (1856).[26]
- Restauro interno della chiesa di S. Maria d’Itria, via del Tritone n. 82, Roma (1857-'59, intervento in parte cancellato da successivi rifacimenti).[27]
- Cappella Feoli in S. Maria del Popolo, dedicata a S. Tommaso da Villanova, Roma (1858-'60).[28]
- Palazzo del cardinale Angelo Quaglia in via delle Torri n. 12 a Tarquinia (1860-'65).[29]
- Restauri alla Sagrestia dei Canonici e all’Aula capitolare della basilica di S. Maria Maggiore a Roma (1863-'64).[30]